# Wings Over Honolulu
Wings Over Honolulu ist ein US-amerikanischer Spielfilm aus dem Jahr 1937. Er wurde von E. M. Asher und Charles R. Rogers unter der Regie von H. C. Potter bei Universal Pictures produziert. Das Drehbuch wurde von Isabel Dawn und Boyce DeGaw nach einer Geschichte von Mildred Cram geschrieben. Der Film wurde in Schwarzweiß gedreht. Die Premiere fand am 16. Mai 1937 in den USA statt.

## Handlung
Lauralee Curtis lernt auf ihrem 20. Geburtstag den Navy-Piloten Richard Stony Gilchrist kennen, als dieser auf ihrer Party eine Notlandung macht, und verliebt sich Hals über Kopf. Die beiden heiraten zwei Tage später und sie folgt ihm auf seinen Stützpunkt. Es bleibt keine Zeit für Flitterwochen, da Stony schon bald seinen neuen Posten in Honolulu antreten muss. Auf dem Weg dorthin erfährt Lauralee, dass Rosalind, die Tochter von Admiral Furness und Schwester von Stonys Kollegen Jack, in Stony verliebt war und nun hofft, die beiden entzweien zu können, um doch noch mit ihm zusammenzukommen. Weil die anderen Navy-Ehefrauen auf Rosalinds Seite stehen, wird Lauralee isoliert. Auf dem Stützpunkt in Honolulu fühlt sich Lauralee oft alleine, da ihr Mann oft im Einsatz ist und sie von den anderen Frauen ausgeschlossen wird. Als ihr früherer Verehrer Gregory Chandler in Honolulu auftaucht, geraten die beiden in einer Bar in eine Schlägerei. Sie werden verhaftet, und auf dem Stützpunkt verbreiten sich schnell böse Gerüchte über die beiden. Stonys Chancen für eine Beförderung sind dahin. Lauralee ist über die Folgen so betroffen, dass sie Stony verlässt, um seiner Karriere nicht mehr im Weg zu sein. Rosalind erzählt Stony davon, erwähnt aber auch, dass seine Frau ihn noch immer liebt. Daraufhin stiehlt Stony ein Flugzeug und folgt Lauralee, die mit Gregory auf dessen Yacht Richtung Festland unterwegs ist. Das Flugzeug stürzt ab, und Stony wird vor das Kriegsgericht gestellt. Um seine Frau nicht mit hineinzuziehen, verzichtet er darauf, sich zu verteidigen, aber Lauralee sagt vor dem Kriegsgericht aus und nimmt alle Schuld auf sich. Nach ihrer Aussage wird Stony begnadigt und versöhnt sich wieder mit seiner Frau.

## Auszeichnungen
Joseph A. Valentine wurde 1938 für Wings Over Honolulu für einen Oscar in der Kategorie Beste Kamera nominiert.